# A quo die
A quo die ist die erste Enzyklika Papst Clemens’ XIII., in der er am 13. September 1758 alle  Bischöfe zur Einheit der Christen aufrief. Der Name der Enzyklika leitet sich von ihren Anfangsworten „Seit dem Tage…“ ab.
Gleich nach der Übernahme des Petrusamts am 6. Juli 1758 forderte Clemens mit diesem apostolischen Schreiben unter Bezug auf den hl. Petrus die Bischöfe auf, einander im Glauben verbunden zu sein und zwischen den „Söhnen des Lichts“ und den „Söhnen der Welt“ zu unterscheiden. Die Hirten sollten alle Kraft darauf verwenden, um den Frieden unter den Gläubigen zu vermehren und die Saat der Zwietracht auszureißen.

## Pflichten der Bischöfe
Die Bischöfe ermahnte er, ihr Hirtenamt gewissenhaft und in Demut auszuüben und verwies unter anderem auf den 1. Brief des Apostels Paulus an die Korinther, über die Langmut und Freundlichkeit der Liebe. Der Hirte gebe sein Leben hin für seine Schafe, aus Liebe, nicht um elendes Geldes willen. Der Bischof müsse alle Orte seines Bistums visitieren, um nach dem Rechten zu sehen. Deshalb dürfe der Bischof auch nicht zu lange und nur aus wichtigem Grund seine Diözese verlassen, denn wann immer der Bischof abwesend sei, sei die Gefahr gegenwärtig. Der Papst schließt, indem er den Bischöfen das Jüngste Gericht vor Augen stellt, an dem jeder über die ihm Anvertrauten Rechenschaft ablegen müsse.